# Lubuk Tenam
Lubuk Tenam is een bestuurslaag in het regentschap Bungo van de provincie Jambi, Indonesië. Lubuk Tenam telt 592 inwoners (volkstelling 2010).